# Eugène Gellion-Danglar
Pour les articles homonymes, voir Danglar.
Eugène Félicien Jules Gellion-Danglar, dit Eugène Gellion-Danglar, né le 3 septembre 1829 à Paris et mort le 3 mars 1882 dans la même ville, est un historien, journaliste, poète, libre-penseur et homme politique français.

## Biographie

### Famille
La famille Gellion est une des plus anciennes de la Franche-Comté; son origine connue remonte à la fin du XVe siècle. A cette époque et au siècle suivant, elle a fourni des conseillers au parlement de Dole (Jura). Elle s'est alliée aux Marnix. Jean de Marnix, dont la sœur Georgie avait épousé Claude Gellion, avocat fiscal au baillage de Villeneuve d'Aval (Bourgogne), puis en 1509, conseiller au parlement de Dole (Jura) en même temps que son père, Pierre Gellion, était seigneur de Toulouze-lès-Sellières (Franche-Comté), et fut mené à Bruxelles par Marguerite d'Autriche, fille de l'empereur Maximilien Ier, en qualité de secrétaire. Il eut pour fils Jacques de Marnix, et pour petit-fils Philippe de Marnix de Sainte-Aldegonde, né en 1538, lequel se trouvait ainsi petit-neveu de Georgie de Marnix, dame de Gellion. Vers 1750, Jean-François Gellion était procureur aux juridictions de Salins, et François-Alexis, son frère, avocat au parlement de Besançon. La mère de Gellion-Danglar était de Lille, et son grand-père maternel originaire du Périgord.

### Débuts dans le professorat et le journalisme
Après des études au collège Bourbon et au lycée Bonaparte, Gellion-Danglar se livre à l'enseignement libre et a comme élève Julie-Victoire Daubié, la première femme a recevoir le diplôme du baccalauréat ès-lettres (à Lyon en 1861). En 1882, il est nommé professeur de langue et de littérature française au gymnase municipal de La Haye (Pays-Bas) et le reste jusqu'en 1864. Après un court séjour à Paris, il part pour l'Égypte en qualité de professeur de langue et de littérature française aux écoles vice-royales du Caire, envoyé là par la Mission égyptienne que préside alors Jules Barthélemy-Saint-Hilaire en vue du percement du Canal de Suez. Gellion-Danglar revient en France dans les derniers mois de 1868 et devient journaliste d'opposition au Second Empire à "La Presse Libre", "La Démocratie", "La Tribune" et à "L'Electeur". En 1870, il part pour Metz comme correspondant pour plusieurs journaux afin d'assister à la bataille de Sedan et rentre à Paris le 7 septembre. Pendant le siège de la capitale, il rédige de nombreux articles dans le Journal officiel de la République française. Peu de jours après la conclusion de l'armistice, le 5 février 1871, il est nommé sous-préfet de Compiègne (Oise) mais expulsé par les Prussiens, il ne rentre en poste que le 9 mars suivant. En 1877, il tente de se faire élire député de Compiègne mais échoue.

### Après la guerre
Gellion-Danglar quitte Compiègne un peu moins d'un an après puis est nommé sous-préfet de Bergerac (Dordogne). Après être resté un an à ce poste, le 12 février 1873, il revient à Paris, redevient journaliste et s'implique de plus en plus dans des études à caractère historique. En 1874, il est élu président de "L'Assemblée général des délégations cantonales républicaine du département de l'Oise" réunie à Creil le 22 octobre.
Candidat à la députation, aux élections générales du 20 février 1876, dans l'arrondissement de Compiègne, il obtient 5,847 voix au 1er tour de scrutin et finit par se désister pour son concurrent qui n'avait que 465 voix de plus. Il est nommé en 1877 membre correspondant de la commission d'organisation de l'Exposition de Compiègne et est amené à écrire plusieurs articles sur le sujet. En 1879, il devient sous-préfet de Lunéville, puis préfet de l’Ain en 1882.
Il meurt à Paris en 1882 d'une rupture d'anévrisme.

## Œuvres
- Les Ottomanes...aux turcs, éditions Vve Comon, Paris, 1854
- Ce qu'on dit au village, éditions Degorce-Cadot, Paris 1869
- Ce que doit faire la gauche, éditions Degorce-Cadot, Paris, 1869
- Sphinx-Phoenix, Paris, 1871
- Histoire de la révolution de 1830; précédée de l'Histoire du règne de Charles X, éditions Dégorce-Cadot, Paris 1873
- Ligues et Ligueurs, Paris, 1873
- La plus belle pensée du règne, Paris, 1873
- La république française et l'Europe, éditions Leroux, Pairs, 1875
- Lettres sur l'Egypte contemporaine (1865-1875), éditions Fischbacher, Paris, 1876
- Les sémites et le sémitisme au point ethnographique, religieux et politique, éditions Maisonneuve, pairs, 1882
- Les Lettres françaises depuis leurs origines, Degorce-Cadot, 1882
- La Nationalité et la Langue Française depuis leurs origines, Paris, date inconnue